# Carl Hayden
Pour les articles homonymes, voir Hayden.
Carl Trumbull Hayden est un homme politique américain né le 2 octobre 1877 et mort le 25 janvier 1972. Membre du Parti démocrate, il représente l'Arizona au Congrès des États-Unis de 1912 à 1969, d'abord à la Chambre des représentants (1912-1927) puis au Sénat (1927-1969).

## Biographie

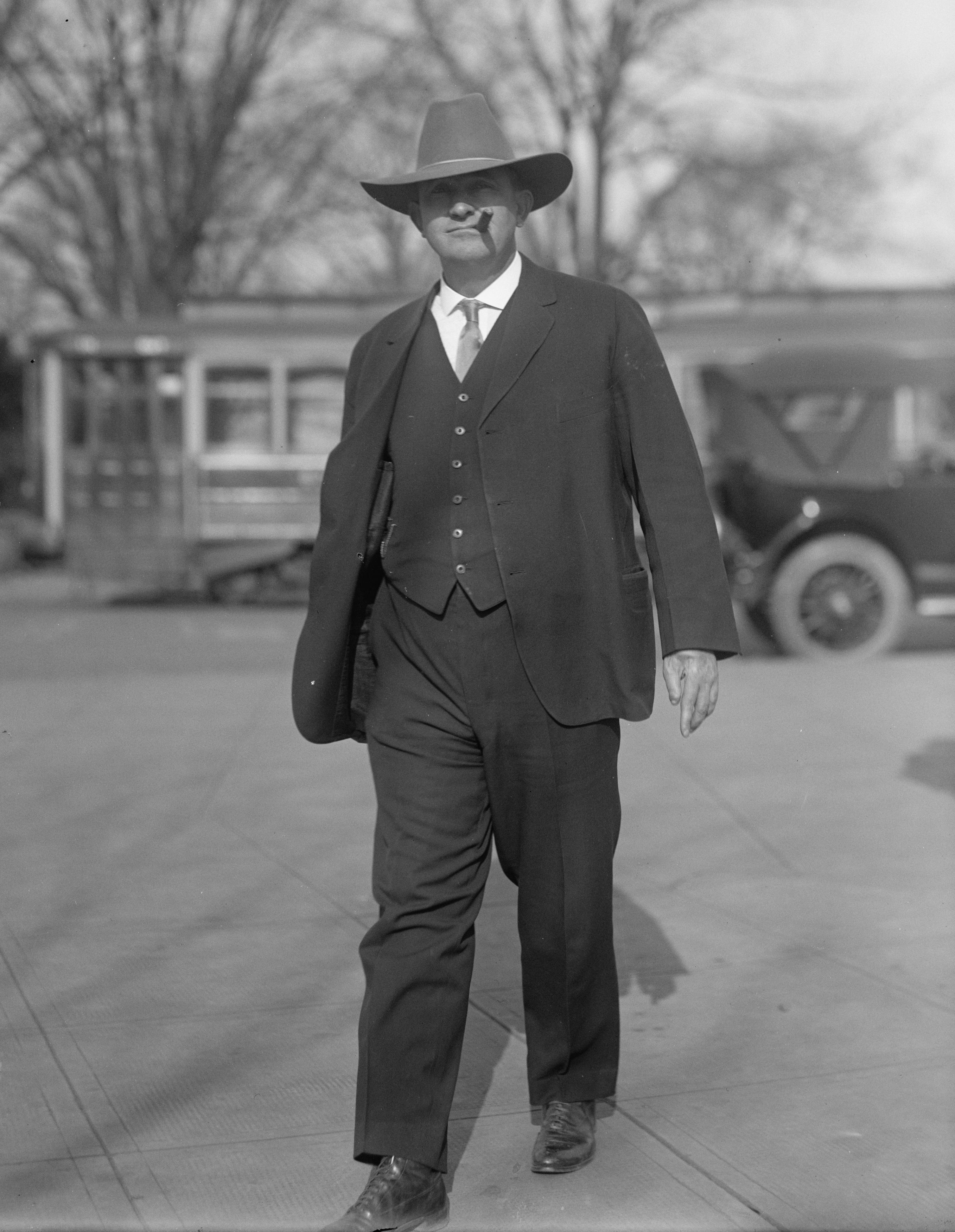
Hayden en 1916.

Carl Hayden est né à Hayden’s Ferry, un bourg du territoire de l'Arizona fondé par son père et qui deviendra la ville de Tempe. Après des études à Stanford, il travaille dans l'exploitation agricole familiale. Hayden est élu conseiller municipal de Tempe (1902) puis trésorier (1904) et finalement shérif du comté de Maricopa (1906).
En 1912, il devient le premier représentant des États-Unis élu pour l'Arizona, quelques jours après l'admission de l'État au sein de l'Union. Il reste à la Chambre des représentants jusqu'en 1927, y compris lorsqu'il sert comme major d'infanterie durant la Première Guerre mondiale.
Crédité pour l'adoption de lois sur l'eau et le transport favorables à l'Arizona, il est facilement élu sénateur en 1926. Il est réélu en 1932, 1938, 1944, 1950 et 1956. Bien que surnommé le « sénateur silencieux », il devient un sénateur influent et réputé pour travailler en coulisse. Au Sénat des États-Unis, il préside de nombreuses commissions dont celle des finances (en anglais : Appropriations Committee) pendant 14 ans. Le président Johnson ira jusqu'à dire qu'« il n'y a pas de membre plus influent dans les deux chambres du Congrès ».
Le 19 février 1962, il devient la première personne à passer plus de cinquante ans au Congrès. Son record de longévité au Congrès — d'une durée totale de 56 ans 10 mois et 15 jours — sera battu en 2009 par le sénateur Robert Byrd.